# Frederick Nutter Chasen
Frederick Nutter Chasen (1896 - 1942) foi um zoólogo inglês.
Em 1921 Chasen foi nomeado Curador Assistente do Museu Raffles em Singapura, sucedendo a Cecil Boden Kloss em 1932 como Director do museu. Era uma autoridade em pássaros e mamíferos do Sudeste Asiático. Preparou os terceiro e quarto volumes da obra The Birds of the Malay Peninsula de Herbert Christopher Robinson.
Morreu quando tentava fugir de Singapura no seguimento da ocupação das forças japonesas da ilha, quando o barco onde se encontrava foi afundado por acção do inimigo.